# Univision
Univisión («Унивисьо́н», с исп. — «объединённое телевидение») — вместе с дочерней компанией UniMás, крупнейшая испаноязычная телекоммуникационная компания США, и пятая по величине в стране, после Fox, ABC, NBC и CBS. Главный конкурент в испаноязычном сегменте телеаудитории — компания Telemundo. Значительная часть продукции телеканала Univisión производится в США (новостные выпуски, ток-шоу, развлекательные передачи); сериалы в основном закупаются в странах Латинской Америки. Штаб-квартиры канала расположены в городах Майами и Лос-Анджелес.

## История возникновения
Как первый полноценный общенациональный испаноязычный телеканал Univisión сформировался в США к середине 90-х на базе региональных теле- и радиостанций, в первую очередь испанского радио города Сан-Антонио, штат Техас.

## Аудитория
Основная аудитория канала — латиноамериканцы в США, численностью свыше 45 млн человек (более 15 % населения страны), а также жители Пуэрто-Рико (4 млн человек) (оценка 2007 г.)

## Коммерческий и профессиональный успех
Успех канала базируется во многом на бурном росте числа латиноамериканцев, в первую очередь мексиканцев, в США. Главный продукт прайм-тайма, привлекающий миллионы зрителей — это знаменитые мексиканские сериалы — теленовеллы.
В 2003 и 2004 годах канал получил эксклюзивное право показа в США конкурса песни «Евровидение».